# Maike Maja Nowak

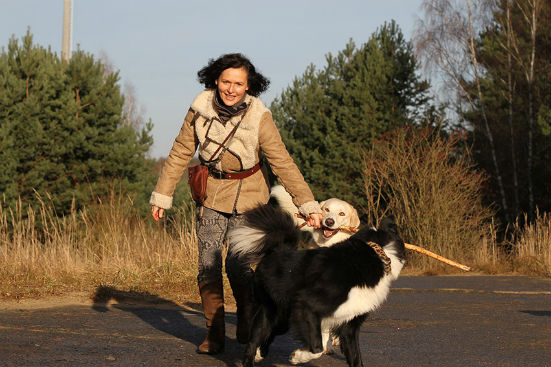
Maike Maja Nowak (2013)

Maike Maja Nowak (* 30. Dezember 1961 in Leipzig) ist Schriftstellerin und Therapeutin mit dem Schwerpunkt Trauma. Von 1981 bis 2000 arbeitete sie erfolgreich als Liedermacherin. Sie gründete 2007 eine Hundeschule für die Kommunikation zwischen Mensch und Hund und wurde als Hundeflüsterin weit bekannt. Das ZDF strahlte ab 2013 eine Dokumentation in zwei Staffeln über Nowak unter dem Titel Die Hundeflüsterin aus.

## Leben und Werk
Maike Maja Nowak begann ihre Laufbahn als Liedermacherin in der DDR. Erste Auftritte absolvierte sie in den 1980er Jahren: Sie gehörte zur Leipziger Liederszene und gründete mit der Band Kieselsteine eine der ersten Frauenbands des Landes, die später verboten wurde, da sie sich vielen systemkritischen Themen angenommen hatte. Mit Norbert Bischoff führte sie das Programm No Mai(s) lieber April auf. Nowak war außerdem beim Festival des politischen Liedes 1987 aktiv, im selben Jahr erhielt sie bei den 9. Tagen des Chansons in Frankfurt an der Oder den Preis der Generaldirektion beim Komitee für Unterhaltungskunst. 1988 stand sie beim Fest des Liedes im Palast der Republik unter anderem mit L’art de passage, Pension Volkmann und León Gieco auf der Bühne. 1989 trat sie abermals beim Festival des politischen Liedes in Berlin auf, zusammen mit Lindsay Cooper und Billy Bragg.
Ab 1986 lebte Maike Maja Nowak in Berlin, nach dem Fall der Mauer wanderte sie nach Russland aus, wo sie mit einem wilden Hunderudel zusammen gelebt hat, über das sie das Buch „Wanja und die wilden Hunde“ schrieb. Sie pendelte zwischen der Hauptstadt Moskau und dem Dorf Lipowka. Musikalisch setzte sie sich mit der Lyrik Marina Iwanowna Zwetajewas auseinander und vertonte ihre Texte in eigenen Liedern auf Deutsch und Russisch. Mit ihren Liedern erreichte sie ein breites Publikum und wurde 1995 mit dem Moskauer Komponistenpreis ausgezeichnet. Von russischen Zeitungen wurde sie als „Diva des Chansons“ bezeichnet. Ende der 1990er Jahre kehrte Nowak schließlich nach Berlin zurück, um dort unter dem Pseudonym Adriana Lubowa erneut als Sängerin zu arbeiten. An ihr Chansonprogramm Lieder kurz nach dem Glück aus dem Jahr 1997 schloss sich eine Tournee durch Deutschland an, die drei Jahre dauerte. 1999 wurde die zweite und bislang letzte Produktion Razzia im Paradies aufgeführt. Aufgrund eines Burnouts beendete Nowak mit diesem Programm ihre Zeit als Liedermacherin.
Im Juli 2002 adoptierte sie einen Bordercolliemix, der zehn Jahre lang auf einem Balkon eingesperrt gewesen war. Nach einer Ausbildung in Tierpsychologie, die sie 2005 abschloss, gründete sie 2007 in Berlin unter der Bezeichnung Dog-Institut eine Hundeschule für die Kommunikation zwischen Mensch und Hund, in der einem Artikel im Berliner Kurier zufolge bis April 2013 über 6.000 Hunde trainiert wurden. Wesentliche Eigenschaft ihrer Arbeit waren der Verzicht auf Belohnungen in Form von Leckerli sowie die Trillerpfeife. Ferner coache sie in erster Linie „Herrchen und Frauchen“, da Hunde nicht schwierig seien und instinktiv alles richtig machen würden. Im Rahmen einer Werbekampagne wurde Maja Maike Nowak 2008 zu einer von 15 Berlin-Botschaftern ernannt, welche die Einzigartigkeit der Stadt repräsentieren sollten. Im Jahr 2011 veröffentlichte sie ihr erstes Buch Die mit dem Hund tanzt, das überwiegend positiv rezensiert wurde. Beispielsweise ordnete die Berliner Morgenpost die Autorin als eine der „ungewöhnlichsten Hundetrainerinnen Deutschlands“ ein. Bereits ein Jahr später folgte Wanja und die wilden Hunde, das autobiografische Elemente zeigt. Maike Maja Nowak schildert ihre Erlebnisse mit einem Rudel im russischen Lipowka. Im Oktober 2013 folgte das Buch Wie viel Mensch braucht ein Hund und 2017 Vollkommen, aber nicht perfekt. Was Menschen von Hunden lernen können.
In einer Sendung im SRF berichtet Maja Nowak, dass sie als psychologische Heilpraktikerin tätig ist. In einer Veranstaltungsankündigung Anfang 2018 heißt es, sie arbeite bereits seit 2002 „als Heilerin mit inzwischen tausenden Menschen“.

## Dokumentationen
Im Jahr 1994 sendete der MDR einen Beitrag unter dem Titel maike nowak oder russlands tränen fliessen leichter über die Liedermacherin Maike Nowak. 1998 entstand der Film Rasluka – Abschied von Bernd Reufels, eine 42-minütige Dokumentation, für die in Moskau, Lipowka und Leipzig gedreht wurde. Er wurde auf Festivals in Leipzig und München gezeigt. Im Mai 2013 sendete ZDFinfo unter dem Titel Die Hundeflüsterin eine Dokumentation über Maike Maja Nowak, ab Juni 2013 strahlte der Hauptsender ZDF eine weitere fünfteilige Produktion aus, die 2014 mit zehn Episoden und einem Special in einer zweiten Staffel fortgesetzt wurde.

## Kontroversen
Im Zuge der Filmberichte 2013 wurde der Vorwurf erhoben, Maja Nowaks Umgang mit Hunden könne zu gefährlichen Situationen zwischen Mensch und Hund führen. Diverse Berufsverbände für Hundetrainer forderten vom ZDF die Einstellung der Sendung. Nowak gehe zu forsch auf Hunde zu, wodurch diese sich bedroht fühlen könnten. Es werde vermittelt, dass auch Kinder gegenüber Hunden dominant sein sollten. Beißvorfälle wären daher nicht auszuschließen. Das ZDF verteidigte die Dokumentation und erklärte, man könne die Vorwürfe nicht nachvollziehen und habe keinen Anlass, an der Arbeitsweise von Maike Maja Nowak zu zweifeln.
Der Sender strahlte ungeachtet der Kritik ab Januar 2014 neue Folgen der Dokumentationsreihe aus. Darin propagiert Novak in den einzelnen Folgen sogenannte vererbte Rudelstellungen, die Kritiker als pseudowissenschaftliche Lehre bezeichnen. Novak zufolge geht es in ihrem Ansatz nicht um eine festgefahrene Lehre, sondern um Impulse, die auf die Vielfalt der Ressourcen von Hunden hinweisen, was auf eine eigene Studie zurückgehe. Ihr Modell von Archetypen stellte sie in ihrem Buch Abenteuer Vertrauen – Vollkommen, aber nicht perfekt dar. Von dem Modell der „Rudelstellung“, das 2012 durch Barbara Ertel veröffentlicht wurde, unterscheidet sich Novaks Ansatz in der zugrundeliegenden Motivation, in der Orientierung an Ressourcen, die Lebewesen eigen sind, sowie darin, dass Handlungen des Hundes jeweils in den Zusammenhang zu seinen inneren Ressourcen gesetzt werden.
Der Verbund der Unabhängigen – WegbereiterInnen „Mensch wie Hund“ ist laut Aussage von Maja Nowak ein Zusammenschluss von Wegbereitern, die an einem Wandel im Leben sowohl von Hunden als auch von Menschen mitwirken. Er wurde 2012 von ihr ins Leben gerufen. Alle Wegbereiter erhielten in einer umfassenden Aus- und Weiterbildung Impulse durch Maike Maja Nowak, arbeiten jedoch völlig eigenverantwortlich und eigenständig.

## Diskografie
| Jahr | Interpret        | Titel                                              | Label                 |
| ---- | ---------------- | -------------------------------------------------- | --------------------- |
| 1996 | Maike Nowak      | Raubst mir nicht die lebendige Seele               | Con-Media, Köln       |
| 1997 | Adriana Lubowa   | Ich liebe dich                                     | John Silver, Berlin   |
| 1998 | Adriana Lubowa   | Lieder kurz nach dem Glück                         | John Silver, Berlin   |
| 2014 | Maike Maja Nowak | Ein Abend mit der Hundeflüsterin, Lesung & Konzert | Random House, München |

## Bücher
- Maja Nowak: Die mit dem Hund tanzt. Tierisch menschliche Geschichten. 1. Auflage. Mosaik, 2011, ISBN 978-3-442-39212-4.
- Maja Nowak: Wanja und die wilden Hunde. Mein Leben in fünf Jahreszeiten. 1. Auflage. Mosaik, 2012, ISBN 978-3-442-39213-1.
- Maja Nowak: Wie viel Mensch braucht ein Hund. Tierisch menschliche Geschichten. 1. Auflage. Mosaik, 2013, ISBN 978-3-442-39220-9.
- Maja Nowak: Abenteuer Vertrauen. Vollkommen, aber nicht perfekt. Was Menschen von Hunden lernen können. 1. Auflage. Mosaik, 2016, ISBN 978-3-442-39265-0.
- Maja Nowak: Der Hund als Spiegel des Menschen. Behutsame Wege zur Traumaheilung. 1. Auflage. Mosaik, 2023, ISBN 978-3-442-39405-0